# Pedro Pacheco de Villena
Pedro Pacheco de Villena (La Puebla de Montalbán, 29 de junho de 1488 - Roma, 5 de março de 1560) foi um cardeal do século XVI.

## Biografia
Filho de Alonso Téllez Girón, marquês de Villena, senhor de Puebla de Montalbán, e de María Vélez de Guevara. O cardeal adotou o sobrenome do avô paterno. Às vezes é referido como Pacheco de Montalbán, pelo local de seu nascimento e senhorio de seu pai; como Pacheco e Guevara; e como Pacheco e Ladrón de Guevara. Ele também é conhecido como Cardeal Giennense (de Jaén). Tio do Cardeal Francisco Pacheco de Toledo (1561).
Estudou na Universidade de Salamanca, onde obteve o doutoramento in utroque iure, tanto em direito canónico como em direito civil.
Capelão real desde antes de 1518. Em 1522 foi nomeado camareiro particular do Papa Adriano VI, a quem acompanhou da Espanha a Roma. No pontificado do Papa Clemente VII, foi nomeado prelado doméstico e referendário dos Tribunais da Assinatura Apostólica da Justiça e da Graça. Decano do capítulo da catedral de Santiago de Compostela, 17 de agosto de 1528. Visitante do Estúdio Geral de Salamanca, 1528. Arquidiácono de Valpuesta, 1529. Acusado pelo Sacro Imperador Romano Carlos V, visitou a chancelaria de Valladolid em 1532; e mais tarde, a chancelaria de Granada.
Eleito bispo de Mondonhedo em 6 de setembro de 1532. Não se sabe quando ou por quem foi consagrado. Transferido para a Sé de Ciudad Rodrigo em 11 de abril de 1537; para a Sé de Pamplona em 21 de maio de 1539; para a Sé de Jaén em 9 de janeiro de 1545. Chegou ao Concílio de Trento em 29 de junho de 1545 e participou de todas as suas sessões, exceto a segunda, até a trasladação do concílio para Bolonha em março de 1547; foi o primeiro a suscitar e avançar as discussões sobre a Imaculada Conceição durante a assembleia de 28 de maio de 1546.
Pacheco de Villena foi criado cardeal-presbítero no consistório de 16 de dezembro de 1545; recebeu o chapéu vermelho e o título de S. Balbina em 10 de março de 1550. Participou do conclave de 1549-1550, que elegeu o Papa Júlio III. O rei Carlos I da Espanha nomeou-o vice-rei de Nápoles em maio de 1553; ocupou o cargo até maio de 1555. Transferido para a sé de Siguença em 30 de abril de 1554. Não participou do conclave de abril de 1555, que elegeu o Papa Marcelo II, mas participou do conclave de maio de 1555, que elegeu o Papa Paulo IV. Camerlengo do Sagrado Colégio dos Cardeais, 10 de janeiro de 1556 a 14 de janeiro de 1558. Promovido a ordem dos cardeais-bispos e a sé suburbana de Albano em 20 de setembro de 1557. Participou do conclave de 1559, que elegeu o Papa Pio IV. O Papa Pio IV nomeou-o inquisidor do tribunal do Santo Ofício em Roma. Participou do Concílio de Trento.
O Cardeal Pedro Pacheco de Villena morreu em Roma em 5 de março de 1560. Sepultado na igreja de S. Maria in Aracoeli; anos depois, seu corpo foi trasladado para a igreja de Santa Clara, no convento franciscano de sua cidade natal, e sepultado no túmulo de seus antepassados. Sua morte foi anunciada no consistório de 13 de março de 1560.